# Elchanon-Leonardus Verveer
Elchanon-Leonardus Verveer (né à La Haye le 19 avril 1826 et mort dans la même ville le 24 août 1900) est un peintre hollandais, frère du peintre Samuel-Leonardus Verveer et du photographe Maurits Verveer.

## Biographie
Elchanon-Leonardus Verveer est né dans une famille de commerçants appartenant à la communauté juive de La Haye. Élève de son frère et de Herman Frederik Carel ten Kate, il s'installe comme graveur sur bois à Bruxelles en 1845 et y est l'auteur des gravures du Juif errant d'Eugène Sue puis revient à La Haye où il expose à diverses reprises, certaines de ses œuvres étant acquises par le Musée des beaux-arts de Rotterdam.
Il participe au Salon de 1857. Sa côte de valeur est encore comprise entre 2000 et 13 000 dollars.

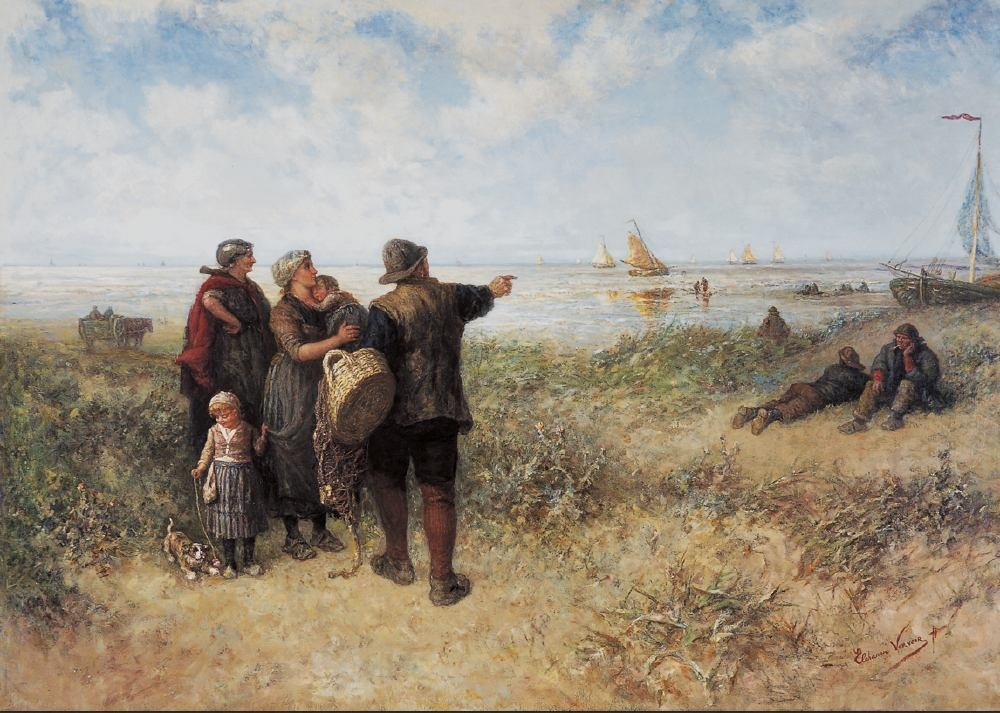
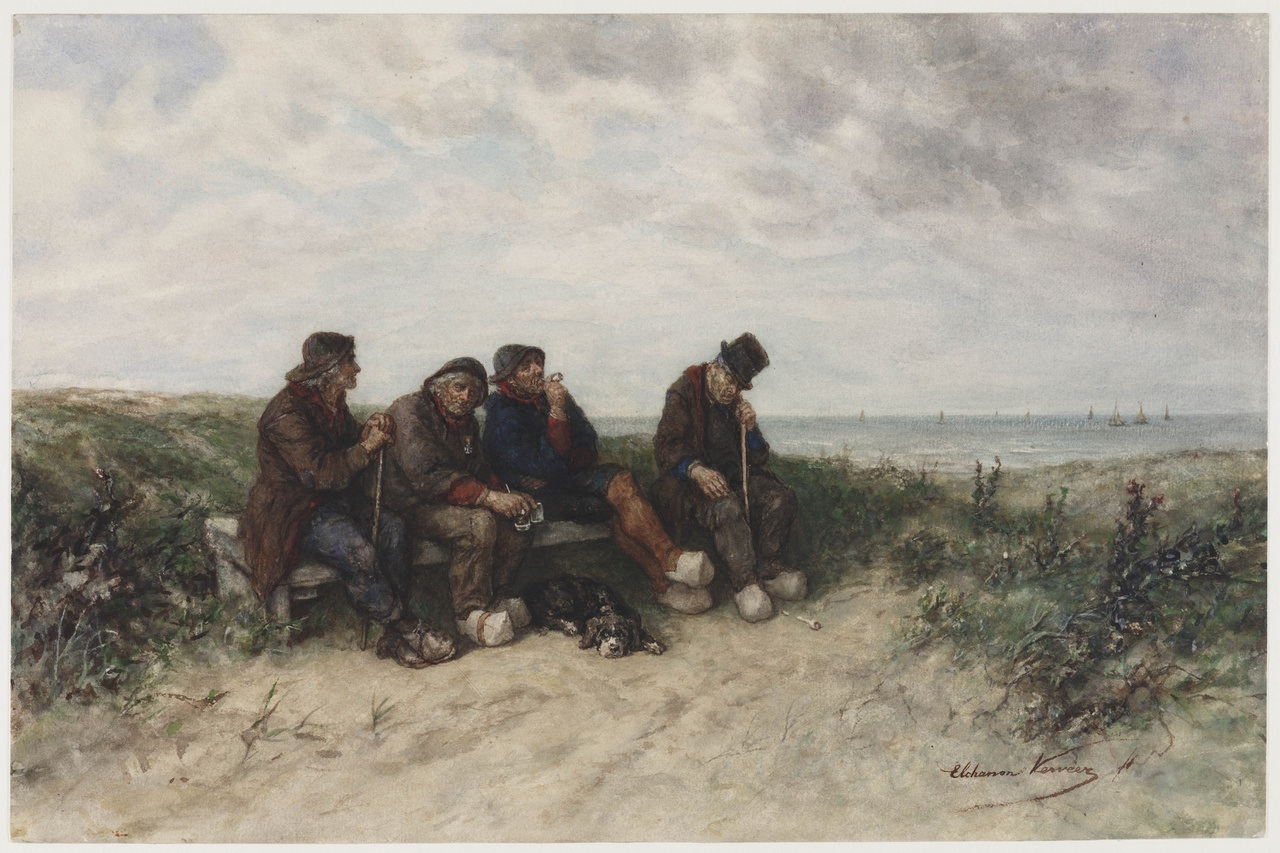
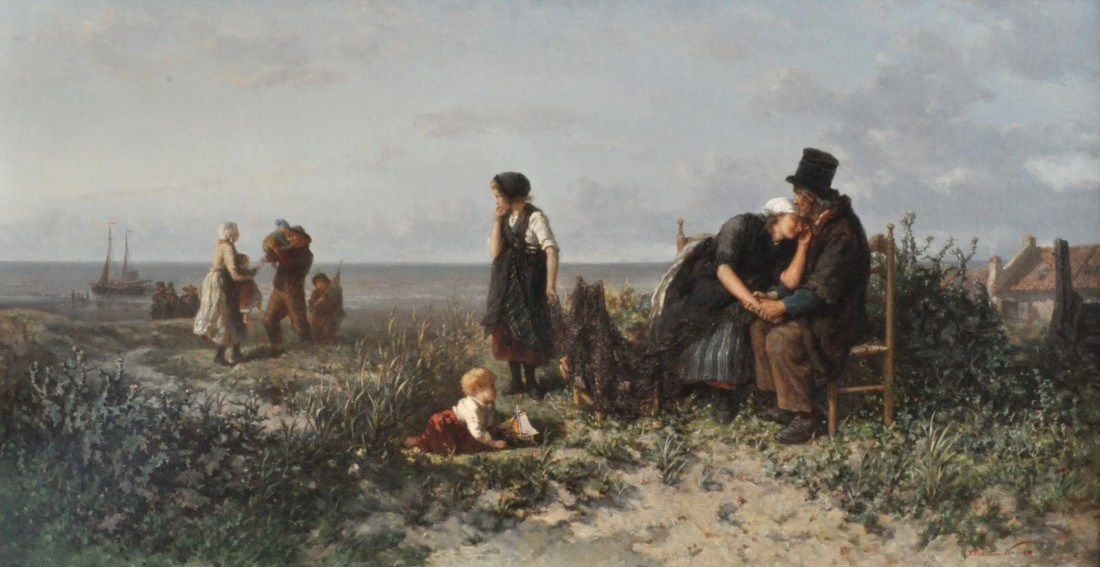
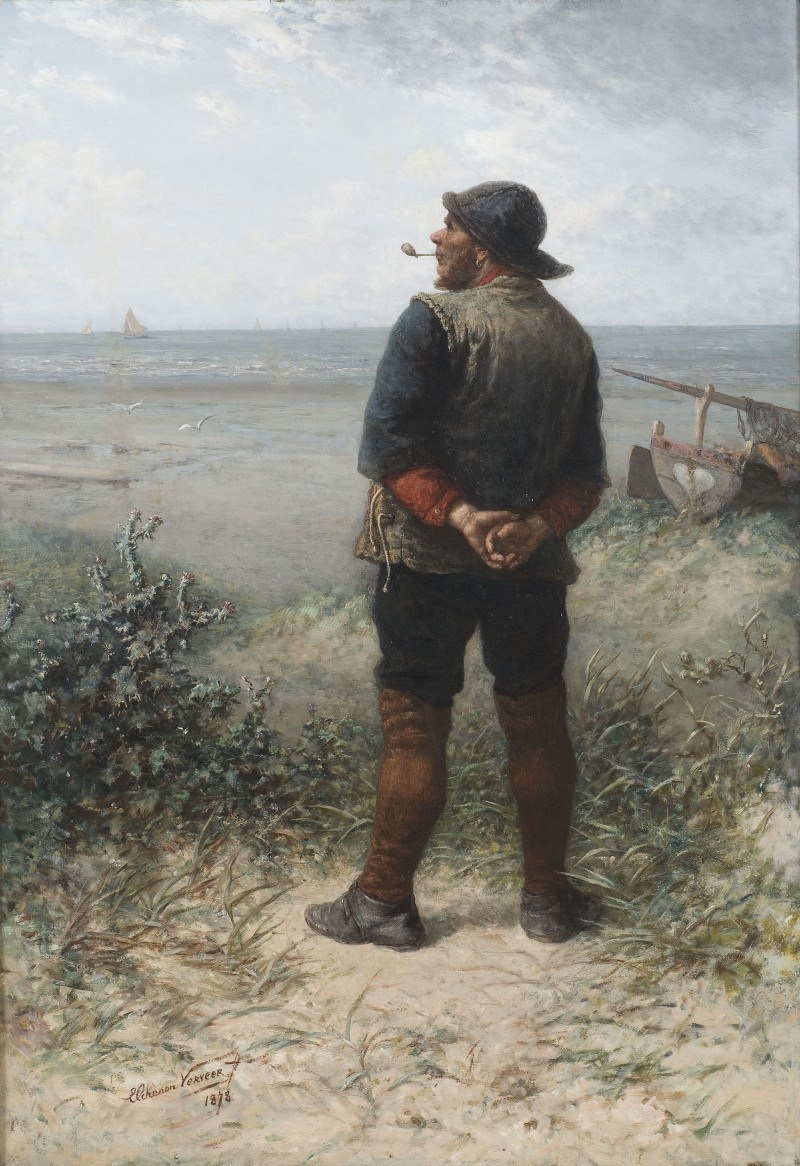

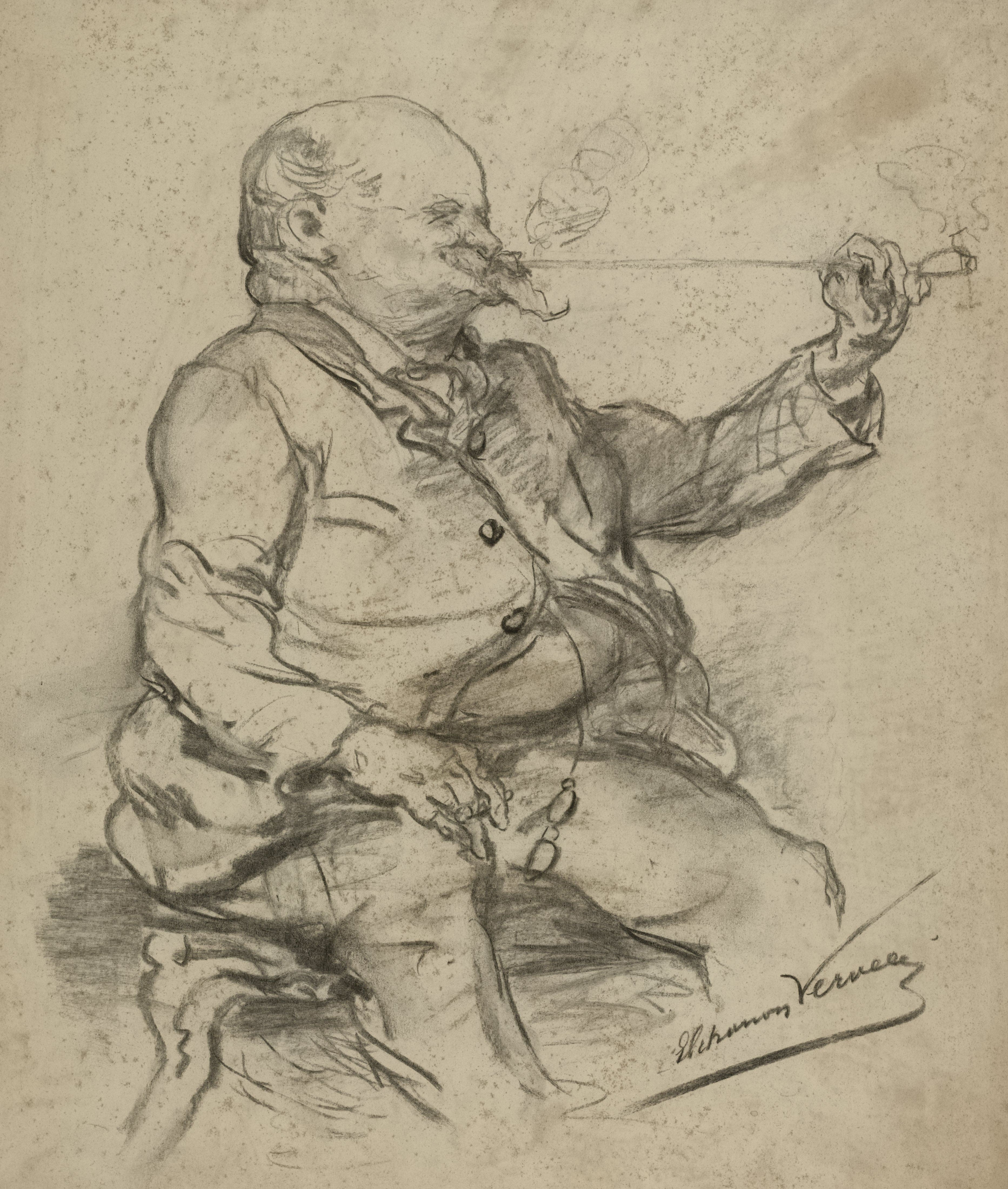
Martinus Wilhelmus Liernur
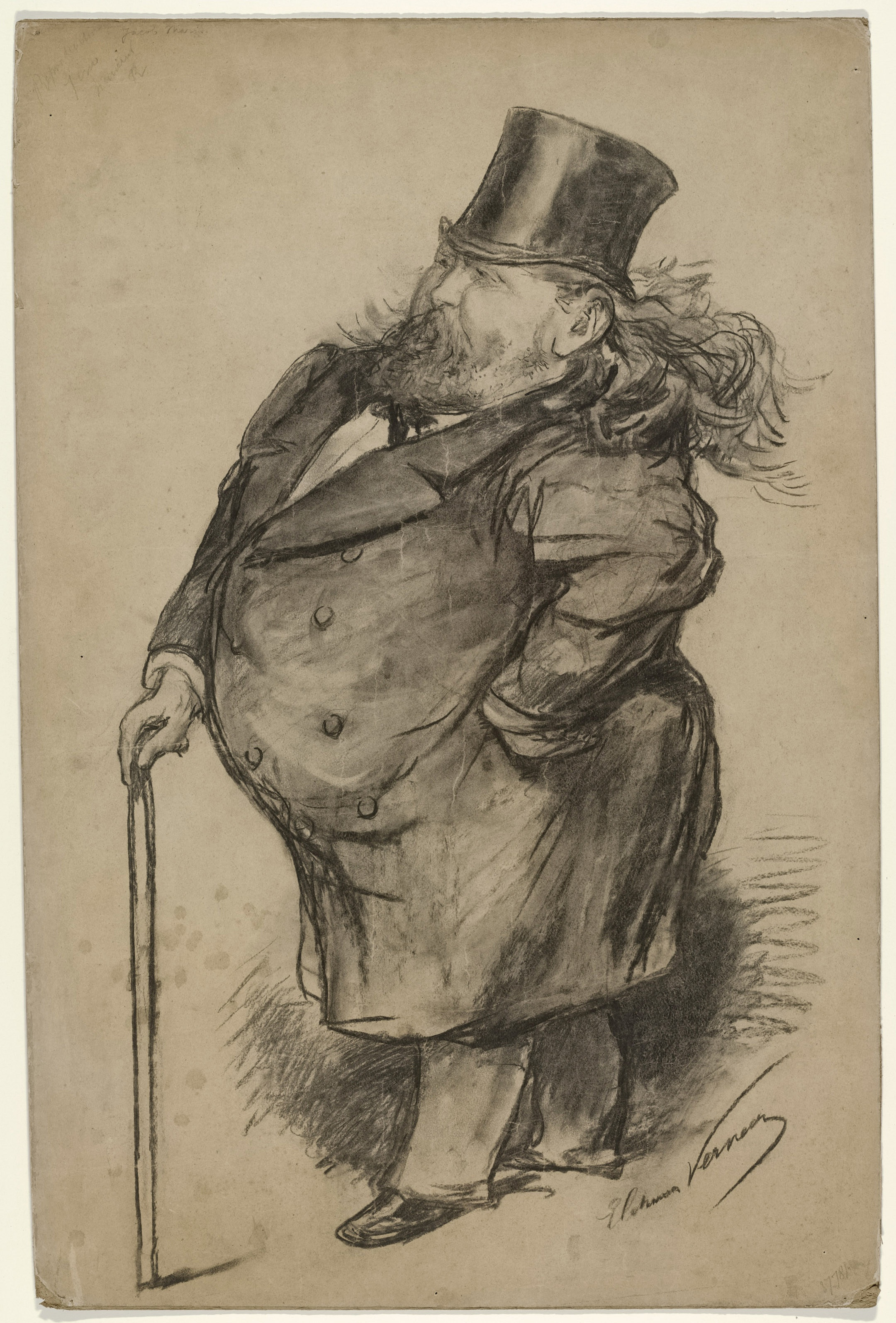
Willem Maris
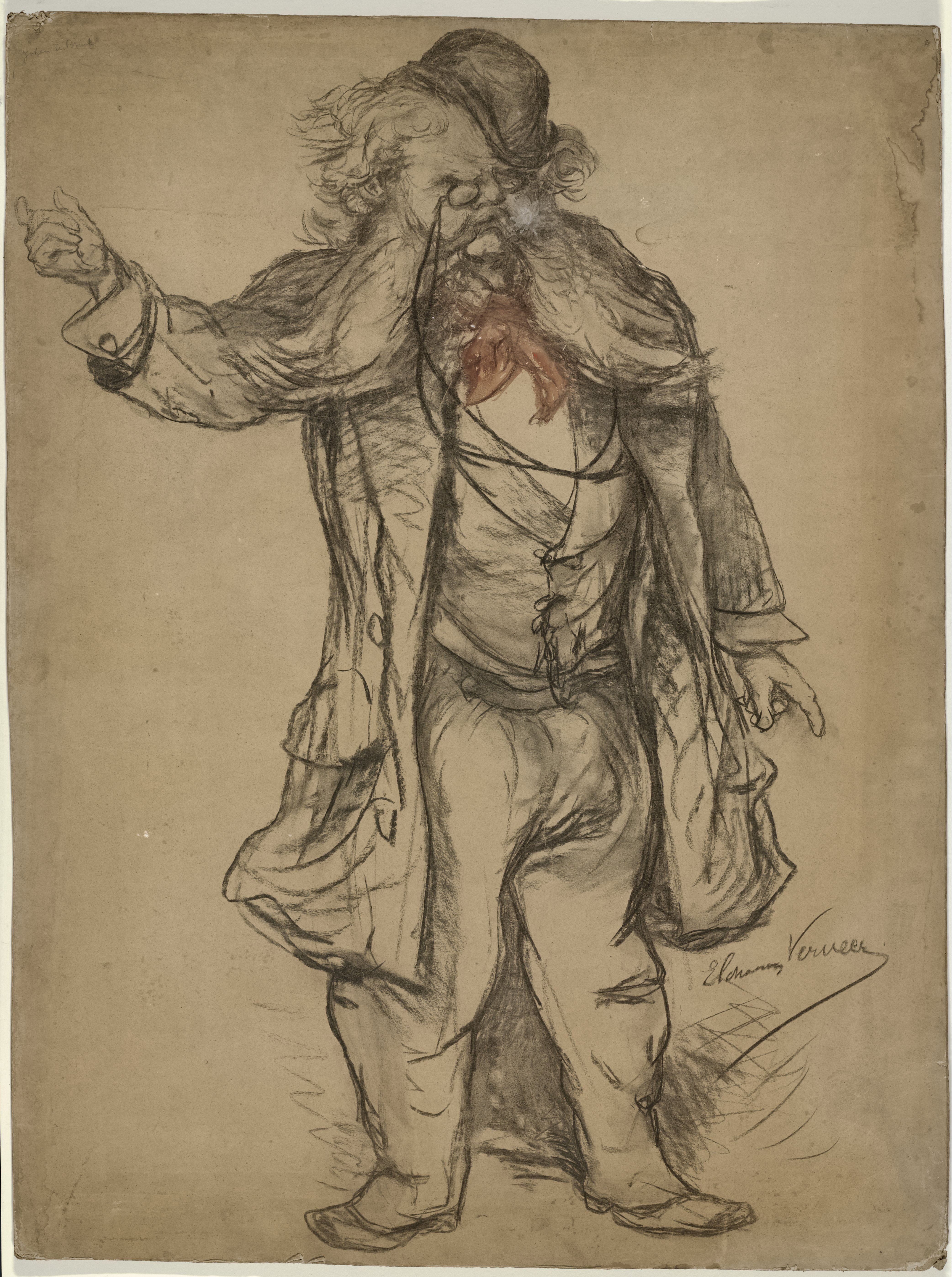
Jan ten Brink

## Œuvres
On lui doit de nombreuses toiles dont :
- The happy return, 1852
- Visserij Brug, 1858
- Old sea dog, 1878
- Awaiting his return, 1880
- Mother and two young children on a coastal path, looking out to sea, 1881
- Scène aux enfants dansant en bord de mer
- Fischer mit Kleinkind am Strand
- Chickens in the Yard
- Famille dans les dunes
- Mère et ses deux enfants
- A walk in the snow
- Jeunes pêcheurs près de la mare
- Young girl standing at an open gate
- The return of a fishing fleet - Happiness and despair
- Two Children Carrying Twigs in a Landscape, 1850, Kharkiv Art Museum

## Expositions
- 3 juillet - 1er novembre 2015 : De gebroeders Verveer : Haagse meesters van de romantiek, Joods Historisch Museum, Amsterdam[3].

## Honneur
- Chevalier de l'ordre de Léopold (Belgique, 9 novembre 1869)[4].